# Fissidens splendens
Fissidens splendens är en bladmossart som beskrevs av Bruggeman-nannenga 1978. Fissidens splendens ingår i släktet fickmossor, och familjen Fissidentaceae. Inga underarter finns listade i Catalogue of Life.